# Domenico Morfeo
Domenico Morfeo (n. 16 de enero de 1976) es un exfutbolista italiano. Jugaba como delantero o mediocampista, y su último club fue el San Benedetto dei Marsi. 

## Trayectoria
Inició su carrera profesional con el también club italiano Atalanta B.C. antes de jugar por cortas temporadas en importantes equipos de su país, incluyendo la Fiorentina, el Milan y el Inter de Milán. 
A pesar de ser uno de los jugadores más talentosos de Italia de los últimos años y de tener una gran técnica, buenos pases y un buen dribleo, nunca jugó a su máximo potencial en las oportunidades que se le presentaron. Nunca ha jugado para la selección de su país. 

## Clubes
| Club                    | País   | Año       |
| ----------------------- | ------ | --------- |
| Atalanta                | Italia | 1993-1996 |
| Fiorentina              | Italia | 1997-1998 |
| Milan                   | Italia | 1998-1999 |
| Cagliari                | Italia | 1999-2000 |
| Verona                  | Italia | 2000      |
| Atalanta                | Italia | 2001      |
| Inter de Milán          | Italia | 2002-2003 |
| Parma                   | Italia | 2003-2008 |
| Brescia                 | Italia | 2008-2009 |
| Cremonese               | Italia | 2009      |
| San Benedetto dei Marsi | Italia | 2010-2011 |